# صلاح سرحان
صلاح سرحان (2 نوفمبر 1923 - 21 أبريل 1964) كان ممثل مسرحي مصري. كان الشقيق الأكبر لكل من شكري سرحان، وسامي سرحان. اشتهر في المسرح في فترة الأربعينات والخمسينات. يعتبر واحد من أعظم الأصوات الإذاعية والمسرحية. ممثل عبقري لم يحظ بالشهرة التي يستحقها، لكن بالنسبة لعشاق الإذاعة والمسرح، واحد من عباقرة الأصوات الإذاعية. من أشهر أدواره المسرحية الإذاعية:
- دور ميشلينيا في مسرحية «أهل الكهف» توفيق الحكيم
- دور كاسياس في مسرحية «يوليوس قيصر» وليم شكسبير
- دور الملاك في «صلاة الملائكة» توفيق الحكيم
- دور أوريست في «الذباب» جان بول سارتر
- دور جين في مسرحية «الخرتيت» يوجين يونسكو

كما شارك في بعض الأفلام السينمائية ومن أشهرها دوره في «الشموع السوداء»

## قائمة الأعمال
| \| - الشموع السوداء:1962-فتحى عاصم - صراع مع الملائكة:1962 - حياتي هي الثمن:1961-مهندس معماري - خلخال حبيبي:1960-أحمد - إحنا التلامذة:1959-بسطاوى \| - العروسة الصغيرة:1956-الرسام - أماني العمر:1955-فؤاد عبدالعليم - شيطان الصحراء:1954 - علشان عيونك:1954-طبيب العيون - بين قلبين:1953-توفيق وكيل النيابة \| | - مصرع كليوباترا:1968 - المحروسة:1961 - القضية:عبده - عنترة - في بيتنا رجل                                                                              |
| - الشموع السوداء:1962-فتحى عاصم - صراع مع الملائكة:1962 - حياتي هي الثمن:1961-مهندس معماري - خلخال حبيبي:1960-أحمد - إحنا التلامذة:1959-بسطاوى | - العروسة الصغيرة:1956-الرسام - أماني العمر:1955-فؤاد عبدالعليم - شيطان الصحراء:1954 - علشان عيونك:1954-طبيب العيون - بين قلبين:1953-توفيق وكيل النيابة |

| \| - العبيد:1962 - شخصيات تبحث عن مؤلف:1961 - في بيتنا رجل:1960 - الأبالسة - الثعبان:-فهمي - الحائط الرهيب \| - الدكتور عصبي - الدنيا بخير - الكنفاني - المملوك الشارد - ثم عاد الربيع - حظك هذا الأسبوع \| - رحلة الليل:-عمرو - ست الملك - كبير العيلة - نفوسة - نوارة - يوليوس قيصر \| | - زوجة وسكرتيرة.. . سحابة صيف تمثيلية إذاعية                                               |                                                                           |
| - العبيد:1962 - شخصيات تبحث عن مؤلف:1961 - في بيتنا رجل:1960 - الأبالسة - الثعبان:-فهمي - الحائط الرهيب | - الدكتور عصبي - الدنيا بخير - الكنفاني - المملوك الشارد - ثم عاد الربيع - حظك هذا الأسبوع | - رحلة الليل:-عمرو - ست الملك - كبير العيلة - نفوسة - نوارة - يوليوس قيصر |

## روابط خارجية
- صلاح سرحان على موقع قاعدة بيانات الأفلام العربية